# Arcidiocesi di Soteropoli
L'arcidiocesi di Soteropoli (in latino Archidioecesis Soteropolitana) è una sede soppressa del patriarcato di Costantinopoli e una sede titolare della Chiesa cattolica.

## Storia
Poche sono le notizie su questa sede episcopale della storica regione dell'Abasgia (l'odierna Abcasia), la cui identificazione è ancora incerta. Soteriopoli appare tra le sedi arcivescovili autocefale nelle Notitiae episcopatumm del patriarcato di Costantinopoli, a partire dall'inizio del X secolo fino al XIV secolo. In alcune Notitiae del XII secolo il titolo è unito a quello della sede metropolitana di Alania. La sede è ignota a Le Quien nella sua opera Oriens Christianus.
Sono noti alcuni vescovi greci con il doppio titolo di Alania e Soteropoli: Giovanni Monasteriotes, che nel 1105 si intitola metropolita e arcivescovo di Alania Soteriopoli; Niceta di Alania e Soteriopoli, la cui firma si trova nelle sottoscrizioni degli atti del sinodo delle Blacherne del 1285.
Dal 1929 Soteropoli è annoverata tra le sedi arcivescovili titolari della Chiesa cattolica; la sede vacante dal 6 ottobre 2005.

## Cronotassi degli arcivescovi titolari
- Marie-Augustin-Olivier de Durfort de Civbac de Lorge † (22 dicembre 1932 - 27 febbraio 1935 deceduto)
- João Francisco Braga † (22 giugno 1935 - 13 ottobre 1937 deceduto)
- Gusztáv Károly Majláth † (28 maggio 1938 - 18 marzo 1940 deceduto)
- Claudio María Volio y Jiménez † (18 aprile 1940 - 19 gennaio 1945 deceduto)
- Anselmo Filippo Pecci, O.S.B. † (10 aprile 1945 - 14 febbraio 1950 deceduto)
- Raffaele Calabria † (6 maggio 1950 - 10 luglio 1952 succeduto arcivescovo di Otranto)
- Ettore Cunial † (11 aprile 1953 - 6 ottobre 2005 deceduto)